# Conférence de Charm el-Cheikh de 2022 sur les changements climatiques
La conférence de Charm el-Cheikh de 2022 sur les changements climatiques, dite COP 27, est une conférence internationale de l'Organisation des Nations unies qui se déroule du 6 au 18 novembre 2022 à Charm el-Cheikh au bord de la mer Rouge en Égypte, pays organisateur. Sameh Choukri, ministre égyptien des Affaires étrangères, en est le président. Elle réunit les pays signataires de la convention-cadre des Nations unies sur les changements climatiques (CCNUCC). Elle constitue également la 17e réunion des parties au protocole de Kyoto (CMP 17) et la quatrième réunion des parties à l'accord de Paris de 2015 (CMA 4).
La conférence s'achève le 20 novembre, avec trente-sept heures de retard par rapport à la clôture officielle, après de nombreuses difficultés pour établir un compromis sur la rédaction du compte rendu final.

## Organisation

### Date et lieu
La COP 27 devait initialement avoir lieu du 8 au 20 novembre 2021. En raison de la pandémie de COVID-19, la COP 26 a été reportée de novembre 2020 à novembre 2021 et par voie de conséquence la COP 27 est elle-même reprogrammée du 6 au 18 novembre 2022.
Elle se tient dans la cité balnéaire de Charm el-Cheikh au bord de la mer Rouge, déjà hôte de la COP 14 de la biodiversité en 2018. En effet, l'Égypte était le seul candidat en lice pour l'Afrique dont c'était le tour d'accueillir la COP en tant que continent. L'Égypte est également l'un des pays africains les plus menacés par les changements climatiques,.
C'est la deuxième fois que ces négociations annuelles se tiennent au Moyen-Orient, après le Qatar en 2012 (sans inclure le Maghreb dans la notion de Moyen-Orient). C'est au moins la troisième / quatrième édition qui a lieu dans un pays gouverné par un régime politique autoritaire (par rapport aux droits de l'homme) après le Maroc en 2001 (et 2016) et le Qatar en 2012 (et avant Dubaï aux Émirats arabes unis fin 2023).

### Réunions préparatoires

#### Semaine africaine du climat (août 2022)
Lors de la Semaine africaine du climat, l’une des réunions de préparation à la COP qui s’est ouverte le lundi 29 août 2022 à Libreville au Gabon, Sameh Choukri, ministre égyptien des Affaires étrangères, et futur président de la COP 27, dénonce l'« injustice climatique » subie par les pays africains et fustige « nombre de pays développés qui ont renié leurs engagements », donnant la tonalité de sa future présidence.

#### Pré-COP à Kinshasa (3 au 5 octobre 2022)
Afin de préparer la COP27, les ministres de l’environnement d’une cinquantaine de pays se sont retrouvés du 3 au 5 octobre 2022 à Kinshasa en république démocratique du Congo (RDC) pour une « pré-COP » qui devait permettre de faire le point sur les avancées possibles et les blocages à craindre lors de la conférence à venir. Les thèmes abordés sont ceux de la COP : l’atténuation des émissions, l’adaptation au changement climatique, la finance climat et la question des pertes et préjudices. Dans leurs discours d'ouverture, le Premier ministre de RDC, Jean-Michel Sama Lukonde, et sa ministre de l'Environnement, Eve Bazaïba, rappellent que l'Afrique n'est « responsable que de 4 % des émissions mondiales » de gaz à effet de serre et « en séquestre davantage qu'elle n'en émet ».
La RDC va aussi profiter de la pré-COP pour se présenter en « pays solution ». Les quelque 160 millions d’hectares de forêt tropicale du pays sont en effet capables d’absorber le carbone et de contribuer à la lutte contre le dérèglement climatique. De même le pays possède des ressources en minerais phares de la transition énergétique (cuivre, cobalt, lithium…). Dans ce cadre, la RDC demande un soutien financier international, tout en revendiquant son droit à exploiter son pétrole .

### Présidence

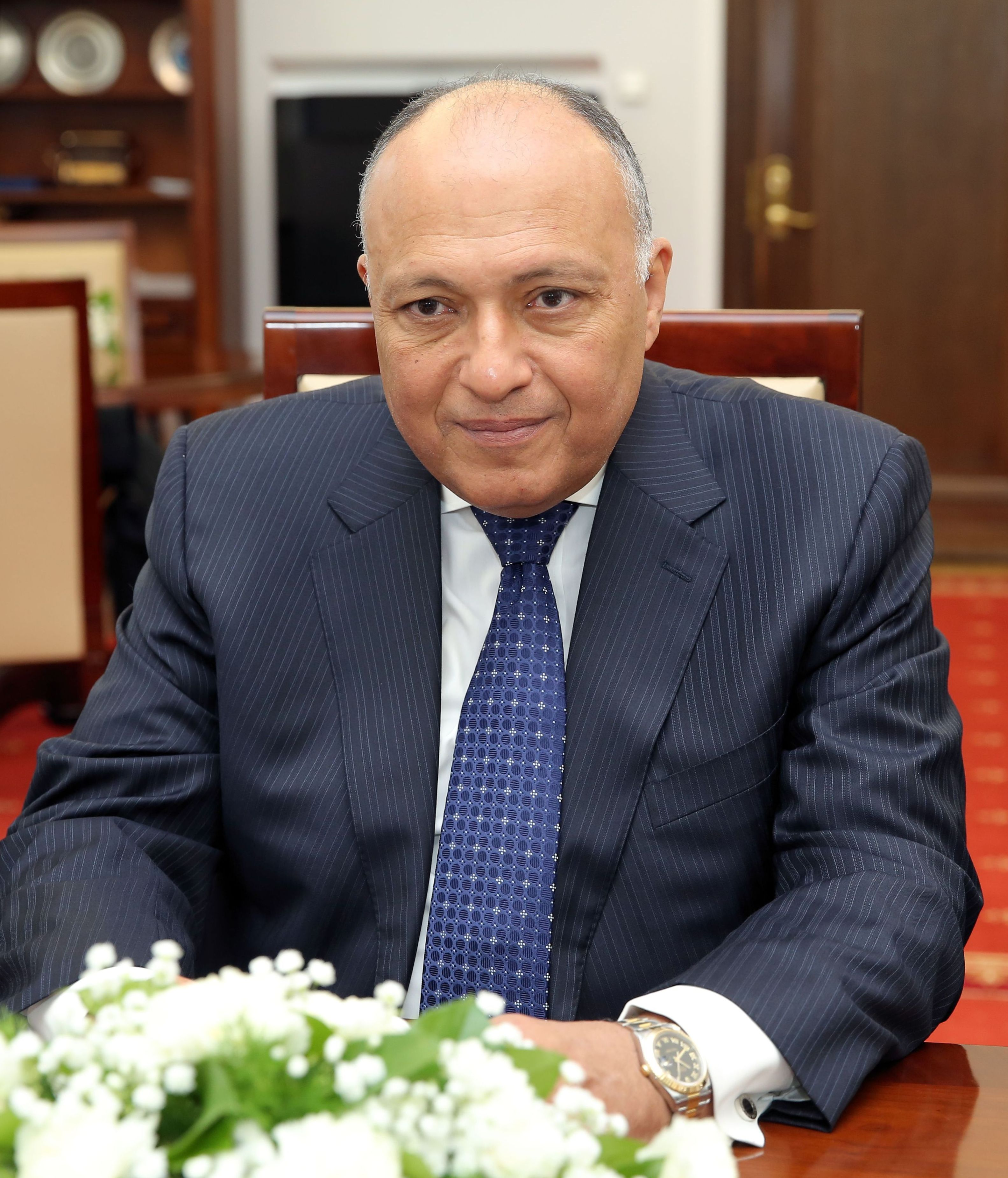
Sameh Choukri, président de la COP 27.

Le 15 janvier 2022, le gouvernement égyptien a nommé Sameh Choukri, ministre égyptien des Affaires étrangères, président de la COP 27 et la ministre de l'Environnement, Yasmine Fouad, « coordinatrice ministérielle et envoyée spéciale de la COP27 ».
Lors de la Semaine africaine du climat, l’une des réunions de préparation à la COP qui s’est ouverte le lundi 29 août 2022 à Libreville au Gabon, Sameh Choukri, dénonce l'« injustice climatique » subie par les pays africains et fustige « nombre de pays développés qui ont renié leurs engagements », donnant la tonalité de sa future présidence.
Yasmine Fuad, titulaire d’une maîtrise en sciences de l’environnement et d’un doctorat en sciences politiques pour les études euro-méditerranéennes, est déjà internationalement connue en tant qu’auteur principal du quatrième chapitre du rapport spécial sur la désertification présenté par le Groupe d’experts intergouvernemental sur l’évolution du climat (GIEC) en 2017, tandisqu’à la COP26 à Glasgow, elle a coprésidé les discussions sur le financement climatique.

### Participants

Accueil de la COP27 à Sharm El Sheikh.

Plus de 40 000 personnes de 196 pays – dirigeants, négociateurs et société civile – y sont attendues. Parmi les quelque 110 dirigeants annoncés, peu de représentants du G20, qui pèse pourtant pour 80 % des émissions mondiales de gaz à effet de serre. Le président chinois, Xi Jinping, sera en particulier absent. Le président américain, Joe Biden, ne viendra que le 11 novembre, en raison des élections de mi-mandat. Emmanuel Macron, Olaf Scholz (le chancelier allemand), Giorgia Meloni (la Première ministre italienne) et Rishi Sunak (le Premier ministre britannique) seront présents et s’exprimeront les 7 et 8 novembre 2022. Le président brésilien récemment élu mais pas encore en exercice, Luiz Inácio Lula da Silva, sera également présent, probablement la deuxième semaine.

### Commanditaires
Coca-Cola est un des commanditaires et est accusé d'écoblanchiment alors que la marque est aussi nommée championne de pollution plastique par Break Free From Plastic et GreenPeace.

## Contexte et enjeux
Cette conférence constitue pour certains observateurs une transition entre la COP 26 de Glasgow qui s'est tenue en 2021 et fut la plus importante depuis l'accord de Paris, et la COP28, qui aura lieu à Dubaï en 2023 et s’annonce comme cruciale, car elle devrait être l’occasion du premier bilan mondial des efforts climatiques des pays. Les principaux enjeux sont l'atténuation des émissions de gaz à effet de serre, l'adaptation au changement climatique, le financement pour le climat, la défense du continent africain et le financement des pertes et dommages touchant principalement les pays du Sud.

### Situation du climat en 2022

#### Chaleur et événements extrêmes
Les neuf premiers mois de l’année 2022 ont été marqués sur le plan climatique par des vagues de chaleur extrême, des sécheresses historiques, des inondations dévastatrices et des incendies ravageurs, affectant des millions de personnes et entraînant des milliards de dollars de pertes économiques. C’est le constat dressé par l'Organisation météorologique mondiale (OMM), dans son rapport provisoire sur l’état du climat en 2022,.
La température moyenne à la surface du globe a dépassé de 1,15 °C la moyenne de la période préindustrielle (1850-1900), sous l’effet des activités humaines. Les émissions de gaz à effet de serre, essentiellement dues à la combustion d’énergies fossiles (charbon, pétrole et gaz) et à la déforestation, ont continué à progresser en 2021 accentuant les concentrations de ces gaz dans l’atmosphère, en particulier le dioxyde de carbone (CO2) et le méthane, qui ont battu de nouveaux records. En Europe, le mois d’octobre est le plus chaud jamais enregistré par le service européen de surveillance climatique Copernicus. Les températures moyennes ont été « près de 2 °C au-dessus de la période de référence 1991-2020 ». L'organisme avait déjà annoncé en septembre que l’été 2022 avait été le plus chaud jamais enregistré, avec des températures supérieures à la normale de 1,34 °C.
Parallèlement les événements extrêmes se sont multipliés. Au Pakistan, des inondations dramatiques ont fait au moins 1 700 morts, affecté 33 millions d'habitants et détruit 250 000 habitations et 1,8 million d'hectares de terres agricoles,. Un tiers du pays s’est retrouvé sous les eaux, après avoir déjà subi, avec l'Inde, une canicule extrême entre mars et mai, atteignant des pointes à 50 °C,. En Afrique de l'Est, la sécheresse entraîne des désastres. Les précipitations y ont été inférieures à la moyenne pendant quatre saisons humides consécutives, du fait du phénomène climatique La Niña qui  empêche les pluies de s’abattre sur la région, ce qui ne s’était jamais produit en quarante ans, « et tout porte à croire que la saison actuelle pourrait également être sèche », indique l'OMM. Selon l'ONU, 20 millions de personnes souffrent de la faim cette année dans la région,,. En Somalie, les analyses effectuées en avril 2022 ont révélé une menace de famine (phase 5 de l'échelle IPC) et indiqué que plus de 80 000 personnes souffraient d’une faim extrême, signe de catastrophe. Au Kenya et en Somalie, près de 2,5 millions de personnes sont en situation d’urgence (phase 4 de l'échelle IPC). L’urgence et la catastrophe sont toutes deux associées à une mortalité accrue.

#### Projections à l'horizon 2100

Projection de la variation de température moyenne mondiale par rapport à la période 1850-1900 suivant les scénarios du GIEC.

Le sixième rapport d'évaluation (RE6) du Groupe d'experts intergouvernemental sur l'évolution du climat (GIEC) des Nations unies, qui s'inscrit dans une série de rapports destinés à évaluer et synthétiser les informations scientifiques, techniques et socio-économiques relatives au réchauffement climatique, présente, entre autres, une projection des différents paramètres climatiques à l'horizon 2100.
Les scénarios envisagés par le GIEC sont appelés « trajectoires socio-économiques partagées » (SSP). Le scénario climatique le plus favorable, appelé SSP1, implique un changement global vers une gestion durable des ressources mondiales et une réduction des inégalités. Il permettrait d'atteindre les objectifs de l’accord de Paris, à savoir limiter le réchauffement de la planète à 1,5 et 2 °C. Le scénario suivant, appelé SSP2, s'apparente davantage à un maintien du statu quo, avec des progrès lents et inégaux vers les objectifs de développement durable, la persistance des inégalités de revenus et la dégradation de l'environnement. La surélévation de température serait de 3 °C. Le scénario SSP3 (+ 4 °C) envisage un nationalisme exacerbé dans le monde entier, les pays se concentrant sur leurs intérêts nationaux à court terme, ce qui entraîne la persistance et l'aggravation des inégalités et de la dégradation de l'environnement. Deux autres scénarios, SSP4 et SSP5 (près de 5 °C), envisagent des inégalités et une extraction de combustibles fossiles encore plus importantes, mais semblent en contradiction avec une communauté internationale qui a accepté à une écrasante majorité de viser les objectifs climatiques définis dans l’Accord de Paris.

### Contexte géopolitique

#### Guerre en Ukraine: entre opportunité et frein à l'action
Presque simultanément à la publication, le 28 février 2022, du dernier rapport du GIEC sur les conséquences du changement climatique éclatait le 24 février 2022, la guerre en Ukraine, qui a des répercussions internationales, aussi bien dans la crise énergétique mondiale de 2021-2022 que dans la crise alimentaire de 2022. Les décisions prises par les États pour faire face à ces conséquences vont souvent à contre-courant des actions préconisées pour lutter contre le changement climatique. Ainsi en juin 2022, Robert Habeck, ministre allemand de l'Économie, annonce une relance des centrales à charbon mises en réserve pour produire de l'électricité afin de faire face à une rupture d'approvisionnement en gaz russe. Le charbon représentait 31,5 % de la production d'électricité en Allemagne au premier trimestre 2022, en hausse par rapport à l'année précédente. Dans de nombreux autres pays, comme la France, le Royaume-Uni ou l'Espagne, des sommes considérables sont affectées pour lutter contre la précarité, quitte à subventionner des énergies fossiles. Pour Martine Rebetez, professeure de climatologie à l’institut fédéral de recherche et l’université de Neuchâtel, la guerre en Ukraine peut néanmoins être une opportunité pour la lutte contre le changement climatique: « Beaucoup de gens en Europe prennent brusquement conscience des conséquences négatives multiples de notre dépendance aux énergies fossiles et aux pays qui les produisent. ». Pour Dominique Bourg, professeur à la faculté des géosciences et de l’environnement de l'Université de Lausanne, la lutte contre le changement climatique est nécessairement une lutte coordonnée à l'échelle internationale, or la guerre fragilise une concertation entre tous les pays, sans laquelle il n'y a pas d'action sur le climat.

#### Autres conflits armés
En 2020, le CICR a publié un rapport intitulé « Quand la pluie devient poussière », qui explique que la variabilité du climat et les phénomènes météorologiques extrêmes ont un impact disproportionné sur les pays en situation de conflit à cause de la capacité d'adaptation limitée de leurs populations, leurs systèmes et leurs institutions, qui doivent déjà faire face aux conséquences du conflit. Trois régions sont le théâtre de conflits persistants: le sud de l'Irak, le nord du Mali et la République centrafricaine. En 2022, le conflit en Érythrée, dont les premiers combats ont commencé en novembre 2020, prend une dimension internationale avec la mise en place d’une coalition hétéroclite d’alliés étrangers contre les rebelles du Tigré.

#### États-Unis et Europe: des lueurs d’espoir sur fond de guerre économique
Les États-Unis ont adopté en août 2022 le plus vaste plan d’investissement dans le climat et l’énergie de leur histoire, la loi sur la réduction de l'inflation de 2022 (Inflation Reduction Act of 2022 (en)). Une loi qui vise à freiner l'inflation en réduisant le déficit, en abaissant les prix des médicaments sur ordonnance et en investissant dans la production d'énergie domestique tout en promouvant l'énergie propre. La loi rapportera 737 milliards de $ et autorise en particulier 369 milliards de $ de dépenses en énergie pour contrer le changement climatique. Ce plan ne leur suffira toutefois pas à tenir leurs objectifs et est sévèrement critiqué par les Européens qui le jugent protectionniste et inamical et annonciateur d’un décrochage de l’industrie européenne.
L’Union européenne, quant à elle, grâce à son vaste arsenal législatif « Fit for 55 », pourrait quelque peu dépasser ses engagements. Il s’agit d’un paquet de 12 propositions législatives publié par la Commission européenne le 14 juillet 2021 qui vise à proposer des actions concrètes pour accomplir les objectifs de l'Union européenne de réduction des émissions de gaz à effet de serre de 55 % au moins en 2030 par rapport à 1990. En 2022, dans la continuité du Fit for 55 et face aux difficultés et aux perturbations du marché mondial de l’énergie provoquées par l’invasion de l’Ukraine par la Russie, la Commission européenne a présenté le plan REPowerEU, une série de mesures visant à réduire rapidement la dépendance à l’égard des combustibles fossiles russes et à accélérer la transition écologique, tout en renforçant la résilience du système énergétique à l’échelle de l’UE.

#### Pays émergents: une inflexion
Du côté des grands pays émergents, l'Inde veut accélérer sur le climat et se positionne désormais en leader. Narendra Modi, le Premier ministre indien, avait annoncé lors de la COP 26 de Glasgow vouloir atteindre la neutralité carbone d'ici à 2070 et fait part de deux objectifs ambitieux : baisser d'un milliard de tonnes les rejets de gaz à effet de serre (GES) et tripler la production d'électricité issue des énergies renouvelables d'ici à 2030. Si elles sont tenues, ces promesses auront un impact décisif dans la lutte contre le réchauffement climatique, car l'Inde est le troisième émetteur de GES, derrière la Chine et les États-Unis,.

### Enjeux globaux

#### Atténuation
L'objectif de réchauffement global de 1,5 °C prévu par l'Accord de Paris (2015) était déjà jugé inaccessible dans le pacte de Glasgow en 2021 et l'est toujours en 2022 par les experts du GIEC. Un objectif à 2 °C serait atteignable mais nécessiterait de nouveaux efforts drastiques. À l'ouverture de la COP, 169 Parties ont déjà remis de nouveaux engagements climatiques, dits CDN (contributions déterminées au niveau national). 88 Parties, représentant 78 % des émissions mondiales, ont pris un engagement de neutralité carbone ou climatique. La COP devra établir un programme de travail pour confirmer la mise en œuvre efficace de ces nouveaux objectifs.

#### Adaptation
La COP 26 a établi un programme de travail complet de deux ans sur l'objectif mondial en matière d'adaptation (2022-2023) afin que les Parties puissent partager leur compréhension de cet objectif global et comment progresser vers son atteinte. Cet objectif qualitatif, qui concerne toutes les Parties, consiste à renforcer les capacités d’adaptation, à accroître la résilience aux changements climatiques et à réduire la vulnérabilité. Ce programme doit être réalisé conjointement par l'organe subsidiaire de conseil scientifique et technologique (SBSTA) et l'organe subsidiaire de mise en œuvre (SBI), deux instances techniques et scientifiques d'appui des Nations unies. Outre certains groupes de travail intermédiaires, le premier rendez-vous important a été la conférence de juin 2022 sur le changement climatique à Bonn, une sorte de réunion préparatoire à la COP 27 qui doit accorder une priorité élevée à l’adaptation.

#### Financements pour le climat
Lors de la conférence de 2009 à Copenhague, les pays développés se sont engagés à mobiliser, à partir de 2020, « 100 milliards de dollars par an » en faveur des pays en développement pour financer leurs actions de lutte contre le changement climatique. Ces financements peuvent être publics, privés ou provenir de sources innovantes,. Cet engagement a été confirmé en 2015 dans l’accord de Paris. Lors de la COP 26 de Glasgow, en 2021, force a été de constater que l’objectif n’était pas atteint puisqu’environ 86 milliards d’euros seulement étaient mobilisés. Malgré tout les experts tablaient sur la possibilité d’atteindre ces 100 milliards en 2023, voire les dépasser en 2024 et 2025. La COP27 devra restaurer la confiance des pays en développement envers les pays développés, d'autant que cet objectif de 100 milliards est désormais jugé par les pays en développement insuffisant.

#### Pertes et préjudices
La question des pertes et préjudices fait référence aux impacts irréversibles liés au changement climatique, c’est-à-dire ceux qui sont déjà réels et ceux qui ne pourront pas être évités, même en parvenant à réduire à zéro les émissions mondiales de gaz à effet de serre et en investissant massivement dans des projets d’adaptation au changement climatique. Un renforcement et une meilleure coordination des actions relatives aux pertes et préjudices est essentielle. La France soutient résolument le réseau de Santiago, créé à la COP25, et le bouclier global contre les risques climatiques développé par la présidence allemande du G7 et le V20,,.

### Enjeux pour le continent africain
Dans un rapport publié en octobre 2021, le Groupe d'experts intergouvernemental sur l'évolution du climat (GIEC) considère que l'Afrique est le continent le plus vulnérable aux effets du changement climatique. Plus de 100 millions d'Africains seront en effet menacés par le réchauffement climatique d'ici à 2030. Ainsi de nombreux États, ONG et commentateurs africains espèrent que la tenue dans un pays africain de ce sommet va améliorer la visibilité des demandes prioritaires de la société civile et des États africains, notamment le dédommagement des pays en développement pour les conséquences du réchauffement climatique.

### Contexte des droits de l'Homme en Égypte
Dans une déclaration du 23 mai 2022, Amnesty international dénonce que la conférence va avoir lieu dans un contexte de répression persistante par les autorités égyptiennes des droits à la liberté d'expression, d'association et de réunion pacifique, et de manque de mesures de lutte contre la discrimination et les violences sexuelles et liées au genre subies par les femmes, les filles et les personnes LGBTI. L’organisation recommande que les États parties à la convention-cadre des Nations unies sur les changements climatiques (UNFCCC), le secrétariat de l'UNFCCC, ainsi que les organes internationaux et les organisations non gouvernementales qui participent à ce sommet fassent pression sur les autorités égyptiennes en privé et publiquement afin qu’elles mettent fin à la répression qu'elles exercent contre la dissidence pacifique et les mouvements de défense des droits humains.
Avant la conférence Climat COP27 en Égypte, les droits de l'homme, les groupes environnementaux et les groupes de journalistes ont signé une lettre appelant à des changements dans la liberté d'expression et les droits de l'homme. En outre, 36 organisations de droits de l'homme ont déclaré que pour que la conférence sur le climat soit efficace, les autorités égyptiennes devraient desserrer leur contrôle sur l'espace public et préserver les libertés d'expression, d'association et de pacifique assemblée. En outre, une communication conjointe rédigée par le Rapporteur spécial des Nations unies et d'autres experts des Nations unies au gouvernement de l'Égypte, qui était lié à M. Youssef Mansour, un avocat, anciennement avec le réseau arabe pour l'information sur les droits de l'homme, une organisation non gouvernementale, a été arrêté, puis disparu de force pendant deux jours.
Le lundi 31 octobre, Ajit Rajagopal, un militant écologiste indien, est arrêté par les forces de sécurité égyptiennes alors qu'il s'apprêtait à marcher à travers le pays pour sensibiliser les habitants aux questions environnementales.
En novembre 2022, The Guardian a révélé que les autorités égyptiennes ont bloqué l'accès à environ 700 sites Web, inclus des médias d'information indépendants et des groupes de la société civile pour avoir assisté à la réunion climatique COP27. De plus, de nombreux écologistes égyptiens, défenseurs des droits de l'homme, chercheurs et militants n'ont pas pu assister à la COP27 car il est exilé d'Égypte en raison de son travail.

## Discours des chefs d'État
Si les discours des chefs d’État ne préjugent en rien de l’issue des futures négociations et donc des accords multilatéraux qui seront signés, ni d’ailleurs des engagements concrets que ces États mettront réellement en œuvre, ils leur permettent d’affirmer les orientations de leur pays.

### Europe

#### Allemagne: le charbon n'est que provisoire
Face aux critiques dont l’Allemagne fait l’objet pour avoir rouvert des centrales à charbon en raison de la guerre en Ukraine, Olaf Scholz, chancelier fédéral depuis le 8 décembre 2021, rejette fermement dans son discours d’ouverture toute « renaissance mondiale des énergies fossiles ». « Pour l’Allemagne, je le dis : il n’y en aura pas non plus », a ajouté le chef de gouvernement, dont le pays est l’un des principaux émetteurs européens de gaz à effet de serre. Il ne s’agit que d'une « courte période ». « Nous sommes déterminés à sortir du charbon », a assuré le chancelier, à la tête d’une coalition formée avec Les Verts et le Parti libéral-démocrate. Le gouvernement allemand a décidé de prolonger l'activité de plusieurs centrales à charbon jusqu’au printemps 2024, mais l’objectif d’abandonner cette énergie en 2030 reste valable. Le dirigeant allemand a en outre affirmé que l'Allemagne allait porter sa contribution à la lutte contre le réchauffement dans le monde en 2025 à 6 milliards d’euros par an, contre 5,3 milliards en 2021.

#### France: accent sur la justice climatique
Emmanuel Macron reconnaît dans son discours que les dégâts irréversibles causés par le réchauffement climatique touchent davantage les pays les plus vulnérables, qui en sont pourtant les moins responsables et plaide en faveur d'une réforme du système financier international qui permette de mieux soutenir les pays les plus vulnérables face au réchauffement. Il annonce le lancement, avec la première ministre de la Barbade, Mia Mottley, d'un « groupe de sages de haut niveau » qui devra faire des propositions d’ici au printemps 2023 pour trouver des « mécanismes financiers innovants » et réformer le système financier international à l'image de la Banque mondiale et du FMI. Cette annonce est accueillie fraîchement par certaines ONG comme CARE France qui déclare que ce sera l'« énième groupe, alors qu’on a besoin d’une réponse à très court terme pour les pertes et dommages » ou Greenpeace qui craint que cette proposition gèle les négociations en cours.
Le président a aussi souhaité mettre en avant l’action de la France, en affirmant qu’elle fait sa « juste part », comme l’Union européenne, et a appelé les autres pays riches à « être au rendez-vous », ciblant la Chine et les États-Unis, les deux premiers pollueurs mondiaux. Toutefois l’action de la France, malgré des progrès, reste « insuffisante », selon le bilan établi en juin 2022 par le Haut Conseil pour le climat. L’instance indépendante a mis en garde : des « risques majeurs persistent » de ne pas atteindre les objectifs climatiques pour 2030 et le rythme annuel de réduction des émissions doit doubler, ce qui constitue une « accélération sans précédent »,,.
Il a également plaidé pour une « interdiction de toute exploitation des grands fonds marins ». « Les océans doivent être ce qu’a été, au fond, l’espace, il y a quelques années : c’est une nouvelle frontière pour la coopération et le multilatéralisme ».

### Amérique

#### Brésil: la fin de la déforestation
Le président élu Lula a assuré le 16 novembre que sous sa présidence, à compter du 1er janvier 2023, son pays s'engagerait sur la voie d'une « déforestation zéro ».

## Objectifs et engagements généraux

### Atténuation: pas de nouveaux engagements sur la limitation du réchauffement climatique
Le contexte géopolitique et énergétique tendu en est probablement la cause, aucune avancée concernant la sortie des énergies fossiles ne figure dans le communiqué final de la COP.
Dans le communiqué final de la COP, les participants reconnaissent que « pour limiter le réchauffement de la planète à 1,5 °C, il faut réduire rapidement, profondément et durablement les émissions mondiales de gaz à effet de serre de 43 % d'ici 2030 par rapport au niveau de 2019 », mais ne définissent pas formellement comment y arriver. Le paragraphe 16 qui a donné lieu à de nombreux échanges est finalement libellé comme suit : la commission « demande aux Parties d'accélérer la mise au point, le déploiement et la diffusion de technologies, ainsi que l'adoption de politiques, afin d'opérer une transition vers des systèmes énergétiques à faibles émissions, notamment en intensifiant rapidement le déploiement de mesures de production d'électricité propre et d'efficacité énergétique, y compris en accélérant les efforts en vue de l'abandon progressif de la production d'électricité à partir du charbon et de l'élimination progressive des subventions inefficaces en faveur des combustibles fossiles, tout en apportant un soutien ciblé aux plus pauvres et aux plus vulnérables en fonction des circonstances nationales et en reconnaissant la nécessité de soutenir une transition juste. ». La formulation est ainsi similaire à celle utilisée lors de la COP de Glasgow, à savoir que les pays s’engagent à accélérer la réduction de l’utilisation du charbon et la sortie des « subventions inefficaces aux énergies fossiles », mais ne se prononcent pas sur une sortie progressive de toutes les énergies fossiles,.
L'Union européenne (UE) et de grands producteurs de pétrole, comme les États-Unis, le Canada, la Norvège et la Colombie, ont soutenu une sortie progressive de l’ensemble de ces combustibles, mais une majorité de pays, ceux du Golfe et la Chine en tête, s’y sont opposés. L'Inde, qui était à l’origine de cette proposition, ne l’a plus poussée sur la fin des négociations.
Le paragraphe 17 est encore plus sibyllin : la COP « invite à nouveau les Parties à envisager de nouvelles mesures pour réduire d'ici 2030 les émissions de gaz à effet de serre autres que le dioxyde de carbone, y compris le méthane ». Les promesses des États sont en effet actuellement très insuffisantes, puisqu’elles mettent la planète sur une trajectoire de réchauffement climatique de 2,5 °C à la fin du siècle. Certains pays ont relevé leur ambition, comme l’Inde, l’UE, l’Indonésie, le Mexique ou le Vietnam, mais ils représentent moins de la moitié du G20, responsable de 80 % des émissions mondiales. La Chine en particulier n’a pas pris de nouveaux engagements.
De nombreux observateurs ou participants déplorent cette absence de progrès dans la limitation des gaz à effet de serre, notamment la France et l’Allemagne. La ministre de la Transition énergétique française, Agnès Pannier-Runacher, regrette en particulier un « manque d'ambition climatique » de la part de la COP27 et constate qu’ « aucune avancée n'a été obtenue sur la nécessité de faire des efforts supplémentaires de réduction des gaz à effet de serre et sur la sortie des énergies fossiles. C'est une vraie déception ».

### Adaptation et financement pour le climat: rien de nouveau, ou presque

#### Accord final: pas de mention du fonds de 100 milliards
L’accord final « note avec une vive inquiétude l'écart existant entre les niveaux actuels d'adaptation et les niveaux nécessaires pour faire face aux effets néfastes du changement climatique » (paragraphe 20), reconnaissant implicitement que l'accord de la conférence de 2009 à Copenhague qui prévoit un financement annuel de 100 milliards n’a pas été honoré, mais aussi qu’il faudrait faire plus.  Le communiqué « exhorte les pays développés à accroître d'urgence et de manière significative leur offre de financement climatique » (paragraphe 22) et « souligne le rôle du Fonds pour les pays les moins avancés et du Fonds spécial pour le changement climatique dans le soutien des actions menées par les pays en développement » (paragraphe 23). Or selon un rapport d’experts, commandé par la présidence de la COP27, publié le 8 novembre, la somme dont auraient besoin chaque année, d'ici à 2030, les pays en développement (hors Chine) et les marchés émergents pour atteindre leurs objectifs environnementaux serait de 2 000 milliards de dollars, très loin des 100 milliards qui ne sont déjà pas atteints.

#### Un plan de 3,1 milliards pour un système d’alerte précoce
Le Secrétaire général des Nations unies, António Guterres, rend public le 7 novembre un plan élaboré par l'Organisation météorologique mondiale pour aider les pays les moins avancés et les petits États insulaires en développement à mieux anticiper les événements climatiques extrêmes et limiter leur impact. Ce plan d'action pour l'initiative « Systèmes d’alerte précoce pour tous » ( «Early Warnings for All »)  est soutenu par une déclaration conjointe signée par 50 pays et est d’un montant de 3,1 milliards de dollars à engager entre 2023 et 2027. Il s'agit en fait d'une petite fraction (environ 6 %) des 50 milliards de dollars US demandés pour le financement de l'adaptation. Ce plan s’appuie sur quatre piliers : l’évaluation des risques (374 millions), la prévision météorologique (1,18 milliard), les plans d’action des pouvoirs publics (1 milliard), et enfin la communication (550 millions). La prévision météorologique est en particulier mise en avant. En effet, si les pays développés sont correctement dotés de radars et d’images satellitaires, en Afrique, seulement 26 % des stations météorologiques transmettent depuis le sol des données nécessaires à la prévision. Or la Commission mondiale sur l'adaptation a constaté que dépenser seulement 800 millions de dollars pour ces systèmes dans les pays en développement permettrait d'éviter des pertes de 3 à 16 milliards de dollars par an. Le président du Mozambique, Filipe Nyusi, et un certain nombre de premiers ministres et de ministres ont pris la parole lors de la table ronde pour lancer le plan d'action, soulignant ainsi le large soutien politique dont bénéficie cette initiative. Un Conseil d'administration des alertes précoces pour tous, coprésidé par les chefs exécutifs de l'Organisation météorologique mondiale (OMM) et du Bureau des Nations unies pour la réduction des risques de catastrophe (UNDRR) est créé. Un rapport annuel sera produit. En outre, un Forum annuel multipartite sera organisé afin d'améliorer la consultation et de favoriser la collaboration avec un groupe plus large de partenaires

### Pertes et dommages: une avancée majeure avec la création d’un fonds spécial
La création d’un fonds pour les pertes et dommages, afin d’aider financièrement les pays en développement particulièrement vulnérables à faire face à ces dégâts irréversibles causés par le réchauffement climatique est considérée par la plupart des observateurs comme une avancée historique. Cette demande était portée par les pays du Sud depuis trente ans.
C’est en fait à l’initiative de l’Union européenne que ce sujet est mis en discussion le 17 novembre, mais en posant plusieurs conditions, notamment d’« élargir la base des contributeurs », une formule diplomatique pour signifier que certains grands pays émergents, au premier rang desquels la Chine, devraient participer. La Convention-cadre des Nations unies sur les changements climatiques (CCNUCC), signée en 1992 et sous l'égide de laquelle les COP sont organisées, trace en effet une ligne de démarcation entre pays du Nord et du Sud. Quarante-trois pays industrialisés sont classés dans l'annexe I de la CCNUCC, tandis que les autres sont dits en « non-annexe I ». Si tous les pays doivent réduire leurs émissions, sur la finance, l’idée reste que les pays de l’annexe I abondent les fonds destinés aux autres Etats pour les aider à réduire leurs émissions ou à s’adapter au changement climatique. Or l’état du monde a fortement évolué depuis 1992 et désormais, ce « reste du monde » compte pour 70 % des émissions mondiales et certains pays se sont fortement enrichis. La Chine, en particulier, est devenue la deuxième puissance économique mondiale, le premier pollueur et même le deuxième émetteur d’émissions cumulées, derrière les États-Unis. Mais l’Union européenne vise également d’autres pays, notamment certains pays du Golfe, comme l'Arabie saoudite ou le Qatar, également classés en « non-annexe I »
Un comité composé de quatorze pays du Sud et de dix du Nord sera chargé de rendre opérationnel ce fonds dès la COP 28. Il devra être abondé par les pays riches, mais aussi en « étendant les sources de financement », avec en sous-entendu la participation des pays émergents fortement pollueurs.
Douze gouvernements (Écosse, Belgique, Allemagne, Irlande, Autriche, Canada, Espagne, Nouvelle-Zélande, etc.) et l'Union européenne ont déjà promis de débloquer, au total, environ 360 millions de dollars pour les pertes et dommages, en particulier à travers l'initiative du Bouclier mondial contre les risques climatiques et des systèmes d'alertes précoces des Nations unies. Le Bouclier vise à élargir l'accès aux systèmes d'assurance contre les risques climatiques pour les pays les plus vulnérables. L'Allemagne, le Canada, le Danemark, les États-Unis, la France et l'Irlande y contribueront ensemble à hauteur de 210 millions d'euros. Mais les besoins sont très au-delà de cette première contribution puisque ces dégâts ont été évalués, par des scientifiques, entre 290 milliards et 580 milliards de dollars par an jusqu’en 2030, et jusqu’à 1 700 milliards de dollars en 2050, pour les seules conséquences économiques dans les pays en développement.

## Engagements thématiques

### Réserves vitales de carbone et de biodiversité
À l'initiative d'Emmanuel Macron et en coopération avec les États-Unis et la Chine, un événement One Planet Summit s'est tenue le 7 novembre, parallèlement à la COP27 et a réuni des chefs d’Etat et de gouvernement et des ministres d’Afrique, d’Asie et d'Amérique Latine, ainsi que des dirigeants d’organisations internationales et de la société civile. Les participants ont affirmé la nécessité de protéger en priorité les réserves vitales de carbone et de biodiversité. Ces espaces sont à la fois des stocks naturels de carbone et des espaces riches en biodiversité, comme les forêts anciennes, les tourbières ou les mangroves. Ils couvrent moins de 14 % de la surface de la Terre et concentrent plus de 75 % de ce que les scientifiques appellent le « carbone irrécupérable » et 91 % des habitats des espèces vertébrées. Si ces paysages sont détruits, de grandes quantités de carbone seront libérées dans l'atmosphère et de nombreuses espèces de faune et de flore risquent de disparaître, accélérant dangereusement le changement climatique et la perte de biodiversité .
La Coalition de la haute ambition pour la Nature et les Peuples (CHA) (en anglais : High Ambition coalition for Nature and People) est un groupe intergouvernemental plus de 100 pays, coprésidé par le Costa Rica, la France et le Royaume-Uni (ce dernier en tant que coprésident pour les Océans), qui promeut un accord mondial en faveur de la nature et des populations dont l’objectif central est de protéger au moins 30 % des terres et des océans de la planète d’ici à 2030. La Colombie, le Gabon et les Philippines ont affirmé la volonté de s’engager dans ces Partenariats. Le Bezos Earth Fund s’est engagé à investir 1 milliard de dollars à horizon 2030 pour la conservation des réserves de carbone et de biodiversité les plus importantes, y compris dans le cadre des Positive Conservation Partnerships.
Paradoxalement la déclaration finale de la COP 27 ne fait pas de référence à la biodiversité et n’annonce pas la COP 15 sur la biodiversité qui doit se tenir  à Montréal (Canada) du 7 au 19 décembre 2022, pourtant cruciale pour l’avenir de la planète. Un nouveau cadre global doit y être adopté pour tenter de mettre fin, d’ici à 2030, à la destruction des écosystèmes, condition indispensable à la lutte contre le dérèglement climatique.

### Grands fonds marins
Dans son discours du 7 novembre, Emmanuel Macron annonce que la France soutient l’interdiction de toute exploitation des grands fonds marins et qu’elle entend porter cette position dans les enceintes internationales. La France rejoint ainsi les pays (Allemagne,Espagne, Nouvelle-Zélande, Panama, Costa Rica, Chili, États insulaires du Pacifique…) souhaitant un moratoire de précaution sur l’exploitation des fonds océaniques.
La position de la France n’a pas toujours été celle-ci. Le 22 janvier 2021, le secrétaire général de la Mer présentait en effet une nouvelle stratégie nationale d'exploration et d'exploitation des ressources minérales dans les grands fonds marins à l'occasion d'une réunion du Comité interministériel de la mer, alors que simultanément le chef de l'État fixait l'objectif de protéger 30 % des espaces maritimes nationaux d'ici à 2022, dont 10 % sous protection forte. Cette stratégie était détaillée par Jean Castex, dans une circulaire adressée, le 5 mai 2021, aux ministres concernés. Les priorités affichées sont l'acquisition des connaissances sur les écosystèmes et les ressources minérales, en particulier avec une amplification des travaux d'exploration en Polynésie française et en Nouvelle-Calédonie, l'augmentation des efforts de protection des fonds marins et leur exploitation, puisqu'il s'agit de « valoriser les ressources des grands fonds marins en lien avec le potentiel industriel français ». Un démonstrateur destiné à tester l'impact, le cadre et la faisabilité d'« une exploitation durable des grands fonds marins » est en particulier envisagé dans la zone économique exclusive (ZEE) de Nouvelle-Calédonie ou de Polynésie. La France s’oppose d’ailleurs à la motion demandée le 8 septembre 2021 par l'assemblée des membres de l'Union internationale pour la conservation de la nature (UICN) demandant un moratoire sur l'exploitation minière des fonds marins.
Lors du One Ocean Summit, un rendez-vous de trois jours, organisé par la France à Brest en février 2022 pour renforcer la coopération internationale en faveur de l'océan, la France explique que l'idée est bien de comprendre et d'appréhender les écosystèmes des grands fonds pour mieux les protéger et encadrer leur exploitation. Elle a d'ailleurs développé une expertise reconnue depuis plus de vingt ans, portée en première ligne par l'Ifremer et les nombreuses études qu'il a déjà réalisées. Mais les associations de protection de l'environnement pointent du doigt les incohérences entre politique nationale et prise de position internationale sur de nombreux sujets, notamment la protection et l’exploitation des grands fonds marins. Emmanuel Macron fait volte-face en juin 2022 dans le cadre de la 2e Conférence des Nations unies sur l'océan (Unoc) en déclarant « Nous devons mettre en place un cadre réglementaire pour mettre un terme à l'exploitation minière en haute mer et interdire toute nouvelle activité dangereuse pour les écosystèmes océaniques ». L’ambiguïté de la France est donc levée avec la déclaration à la COP 27.

### Méthane
Plus d'une centaine de pays s'étaient engagés à la précédente COP, à Glasgow, à réduire les émissions de méthane d'au moins 30 % d'ici à 2030. Un an plus tard, ils sont 150, dont l'Australie. La Chine a fait savoir à Charm el-Cheikh qu'un plan d'action pour réduire ses émissions de méthane était en préparation. L'alliance promet de s'attaquer aux rejets de méthane du secteur des déchets et à celui de l'agriculture et de l'élevage, les premières sources de méthane ; puis d'améliorer la détection par satellites des fuites de méthane rejeté par les puits de pétrole et les veines de charbon.

## Bilan
Après des négociations longues et difficiles qui ont conduit à reporter la clôture de la conférence de 37 heures au-delà de l’heure finale prévue, la COP27 s'est terminée avec l’adoption d’un texte très disputé sur l'aide aux pays pauvres affectés par le changement climatique mais sans nouvelles ambitions pour la baisse des gaz à effet de serre et sans accord sur les énergies fossiles,.
Cet accord sur la création d’un fonds spécial pour les pertes et dommages à l’égard des pays vulnérables est considéré par beaucoup de participants comme une avancée historique alors qu’il n’était même pas initialement à l’ordre du jour de la Conférence. Le sujet des pertes et dommages est en fait très ancien puisqu’on en parlait déjà en 1991 lors de la préparation du sommet de la Terre de Rio en 1992 et qu’il était abordé dans l’Accord de Paris. Même s’il reste à définir qui paie et comment, cet accord constitue de fait une nouvelle étape dans la mise en oeuvre des accords de Paris dont les principales étapes peuvent être résumées dans le tableau suivant :
| Année | COP    | Lieu            | Décision |
| ----- | ------ | --------------- | --- |
| 2015  | COP 21 | Paris           | Maintenir l’augmentation des températures à 2 °C, si possible 1,5 °C (accord de Paris, entré en vigueur en 2016)                                  |
| 2017  | COP 23 | Bonn            | Intégration de l’agriculture aux débats (« dialogue de Koronivia »)                                                                               |
| 2018  | COP 24 | Katowice        | Règle commune de mesure, enregistrement et rapportage des progrès réalisés par chaque état dans leur réduction des émissions (« boite à outils ») |
| 2020  |        |                 | Première publication des objectifs de chaque État (« contributions déterminées au niveau national » CDN ou NDC en anglais)                        |
| 2021  | COP 26 | Glasgow         | Instauration d’un marché mondial du carbone ("article 6")                                                                                         |
| 2022  | COP 27 | Charm el-Cheikh | Adoption d’un fonds pour « les pertes et dommages » provoqués par les impacts du changement climatique subis par les pays les moins avancés       |